# توکسکاکوسکو
توکسکاکوسکو (به اسپانیایی: Tuxcacuesco) یک منطقهٔ مسکونی در مکزیک است که در خالیسکو واقع شده‌است.

## خصوصیات
توکسکاکوسکو ۲۵۷٫۴۶ کیلومترمربع مساحت و ۳٬۷۷۰ نفر جمعیت دارد.